# Mark McNeill
Mark McNeill (* 22. Februar 1993 in Langley, British Columbia) ist ein kanadischer Eishockeyspieler, der zuletzt bis zum Ende der Saison 2024/25 beim VER Selb aus der DEL2 unter Vertrag gestanden und dort auf der Position des Centers gespielt hat. Zuvor absolvierte McNeill unter anderem über 400 Spiele in der American Hockey League (AHL) und bestritt darüber hinaus zwei Partien für die Chicago Blackhawks und Dallas Stars in der National Hockey League (NHL). Seit Vater Bernie McNeill war ebenfalls professioneller Eishockeyspieler.

## Karriere

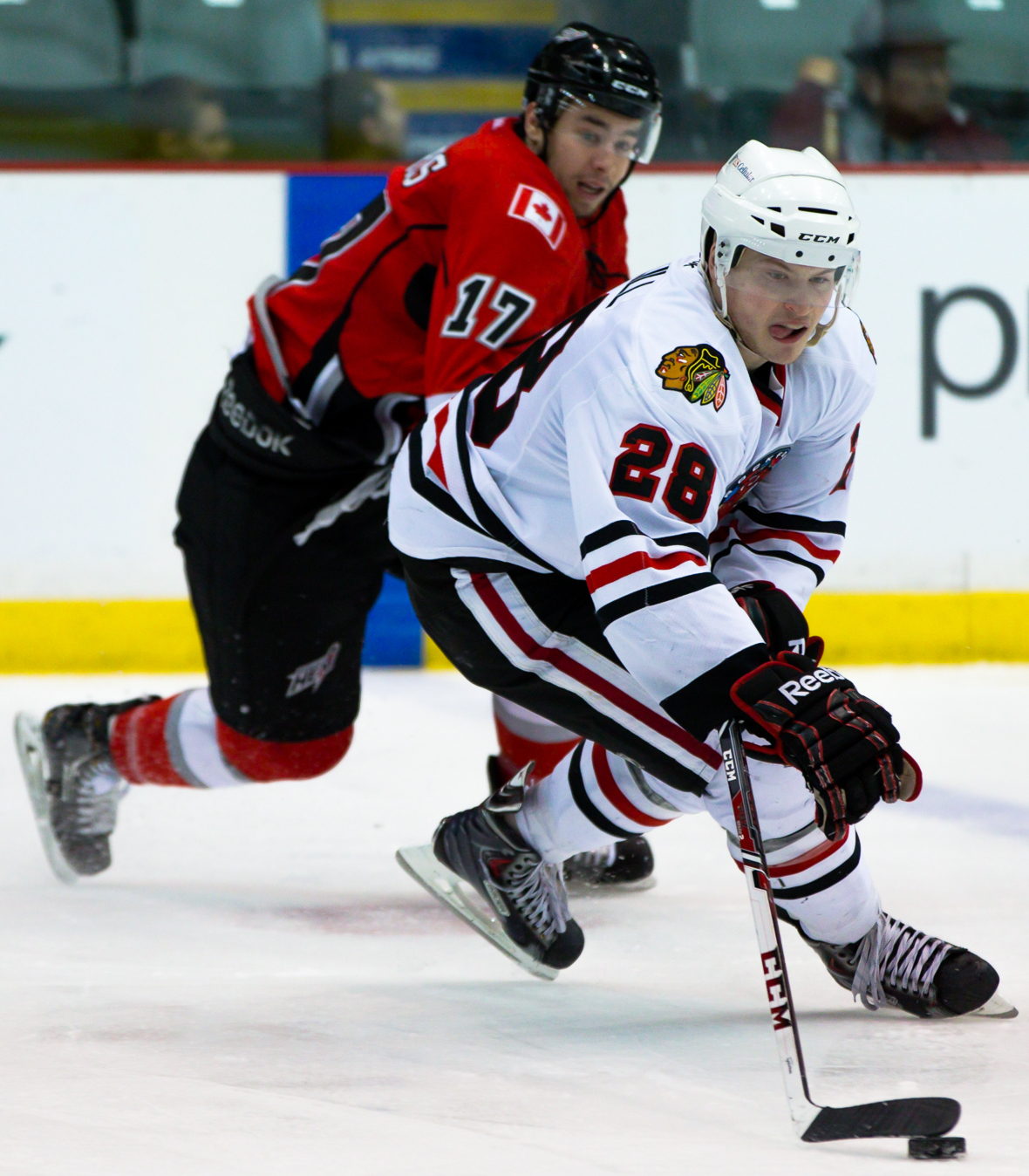
McNeill (vorne) im Trikot der Rockford IceHogs (2014)

McNeill wurde 2008 beim Bantam Draft der Western Hockey League (WHL) an fünfter Stelle von den Prince Albert Raiders ausgewählt, nachdem er zuvor 13 Jahre lang beim South Side Athletic Club aktiv war. Vom Beginn der Saison 2008/09 an spielte der Center bei den Raiders in der WHL. In der Spielzeit 2010/11 erreichte er dort die Playoffs und wurde mit 81 Scorerpunkten zweitbester Scorer seines Teams. Beim NHL Entry Draft 2011 wurde McNeill an 18. Stelle von den Chicago Blackhawks aus der National Hockey League (NHL) ausgewählt und unterschrieb dort im folgenden Jahr einen Einstiegsvertrag. Zunächst blieb er allerdings in Prince Albert und wurde dort in seiner letzten Saison 2012/13 zum Mannschaftskapitän ernannt. Er schloss die Spielzeit vor Rookie Leon Draisaitl an der Spitze der mannschaftsinternen Scorerwertung ab.
Nach mehreren Kurzeinsätzen in den beiden Vorsaisons wechselte McNeill daraufhin dauerhaft zu den Rockford IceHogs, dem Farmteam der Blackhawks, in die American Hockey League (AHL). Im Januar 2016 gab er sein NHL-Debüt für die Blackhawks, wobei es jedoch vorerst bei diesem einen Einsatz blieb. Nachdem die einstige Erstrundenwahl auch in der Folge ausschließlich in der AHL zum Einsatz gekommen war, wurde er im Februar 2017 gemeinsam mit einem konditionalen Viertrunden-Wahlrecht im NHL Entry Draft 2018 an die Dallas Stars abgegeben. Im Gegenzug kehrte der schwedische Verteidiger Johnny Oduya nach Chicago zurück. Nach einem Jahr in der Organisation der Stars wurde er im Februar 2018 im Tausch für Andrew O’Brien zu den Nashville Predators transferiert. Dort beendete er die Saison, erhielt jedoch keinen weiterführenden Vertrag, sodass er als Free Agent im Juli 2018 zu den Boston Bruins wechselte.
Im Sommer 2019 entschloss sich McNeill zu einem Wechsel nach Europa und schloss sich den Black Wings Linz aus der österreichische Erste Bank Eishockey League (EBEL) an. Vor dem Hintergrund der COVID-19-Pandemie spielte der Kanadier in den folgenden beiden Jahren für den HC Vita Hästen in der zweitklassigen schwedischen HockeyAllsvenskan und die Frederikshavn White Hawks in der dänischen Metal Ligaen. Zur Saison 2022/23 erhielt der Angreifer beim VER Selb aus der DEL2 einen Vertrag. Am Ende der Spielzeit 2024/25 stieg McNeill mit den Wölfen in die Oberliga ab.

### International
Im Jahr 2010 nahm McNeill an der World U-17 Hockey Challenge teil. Bei der U18-Junioren Weltmeisterschaft 2011 war er mit sechs Punkten viertbester Scorer der kanadischen Auswahl. Ebenso stand der Stürmer im Aufgebot bei der U20-Junioren Weltmeisterschaft 2013.

## Erfolge und Auszeichnungen
- 2011 Teilnahme am CHL Top Prospects Game
- 2015 Teilnahme am AHL All-Star Classic

## Karrierestatistik
Stand: Ende der Saison 2024/25

### International
Vertrat Kanada bei:
- World U-17 Hockey Challenge 2010
- U18-Junioren Weltmeisterschaft 2011
- U20-Junioren Weltmeisterschaft 2013

(Legende zur Spielerstatistik: Sp oder GP = absolvierte Spiele; T oder G = erzielte Tore; V oder A = erzielte Assists; Pkt oder Pts = erzielte Scorerpunkte; SM oder PIM = erhaltene Strafminuten; +/− = Plus/Minus-Bilanz; PP = erzielte Überzahltore; SH = erzielte Unterzahltore; GW = erzielte Siegtore; 1 Play-downs/Relegation; Kursiv: Statistik nicht vollständig)